# Flesberg
Flesberg är en kyrkby i Flesbergs kommun i Buskerud fylke i södra Norge. Orten ligger vid Numedalsbanan och Numedalslågen, där fylkesväg 40 möter fylkesväg 2782 och fylkesväg 2786, nordväst om kommunens centralort Lampeland. Här finns Flesbergs stavkyrka.

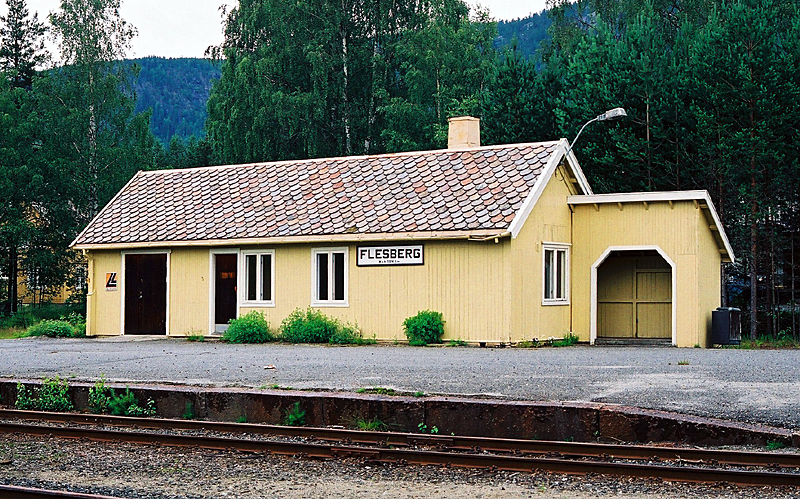
Numera nedlagda Flesbergs station.